# Античный храм (Сан-Суси)
Античный храм (нем. Antikentempel) — небольшого размера моноптер в западной части парка Сан-Суси в Потсдаме. Построен при Фридрихе Великом по проекту Карла фон Гонтарда для хранения королевской коллекции произведений античного искусства, монет и гемм. Здание было возведено в 1768-1769 годах близ Нового дворца севернее главной аллеи парка как пандан к Храму дружбы. С 1921 года Античный храм выполняет функцию мавзолея для членов дома Гогенцоллернов и закрыт для доступа публики.

## Музей
Как и картинная галерея Сан-Суси, Античный храм изначально проектировался как музей, и во времена Фридриха Великого его можно было осмотреть по предварительной договорённости с кастеляном Нового дворца. В экспозиции помимо десятков предметов античного искусства малых форм (мраморные урны, бронзовые статуэтки, инструменты, гирьки, керамика), на мраморных пьедесталах были установлены десять мраморных статуй в человеческий рост, так называемая «семья Ликомеда». Их Фридрих Великий приобрёл у французского кардинала Мельхиора де Полиньяка. На пятидесяти позолоченных консолях располагались мраморные, базальтовые и бронзовые бюсты, 31 из которых также были приобретены у Полиньяка. Остальные прибыли в Потсдам из Байрейта, из фондов любимой сестры Фридриха и почитательницы античности Вильгельмины Прусской. Боковой кабинет, войти в который можно только через дверь из основного круглого зала, предназначался для экспозиции коллекции монет и гемм, приобретённой у барона Филиппа фон Штоша. В четырёх шкафах из кедрового дерева находилось более 9200 золотых, серебряных и бронзовых монет, 4370 гемм и камей, 48 мраморных, терракотовых и бронзовых рельефов, а также книги по археологии из библиотеки Фридриха Великого.

## Мемориал
Фридрих Вильгельм II, ступивший на прусский трон в 1797 году, в указе своему кабинету от 1 сентября 1798 года распорядился «… в целях способствования изучению древностей и искусства … объединить собрание медалей и античности из Античного храма в Потсдаме со сходными коллекциями в Берлине и вверить Академии наук…». В том же году собрание монет и гемм переехало в античный кабинет Городского дворца. Остававшиеся в храме скульптуры после поражения Пруссии в битве при Йене и Ауэрштедте в 1806 году и последовавшей французской оккупации по приказу Наполеона были вывезены в качестве трофеев во Францию. В Пруссию они вернулись в целости и сохранности в 1815 году и после реставрации в мастерской скульптора Кристиана Даниэля Рауха разместились в открывшемся в 1830 году Старом музее в Берлине.
В опустевшем Античном храме по приказу Фридриха Вильгельма III в июне 1828 года была выставлена вторая версия созданного Кристианом Даниэлем Раухом саркофага умершей 19 июля 1810 года королевы Луизы Мекленбург-Стрелицкой (оригинал — в мавзолее дворцового парка Шарлоттенбург в Берлине). В 1877 году саркофаг был перенесён из Античного храма в открывшийся для доступа общественности музей Гогенцоллернов в берлинском дворце Монбижу, разрушенном во Вторую мировую войну.

## Планы реконструкции

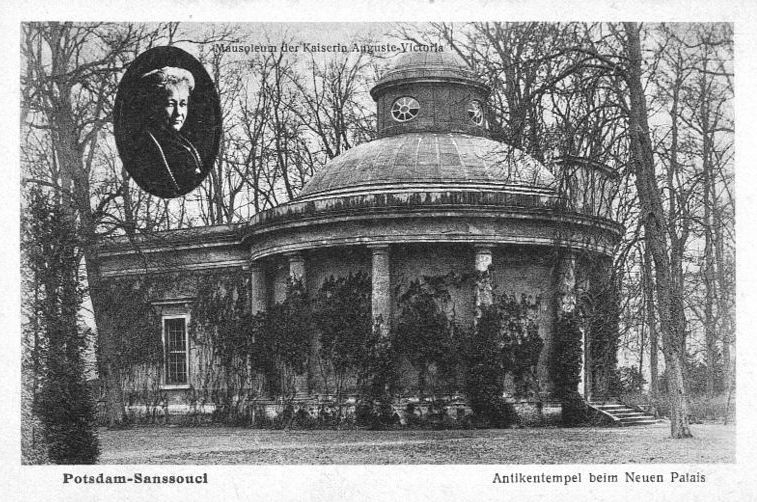
Античный храм на открытке с портретом императрицы Августы Виктории. После 1921 года

При Вильгельме II Античный храм планировалось использовать в качестве придворной часовни. Архитектор Эрнст Эберхард фон Ине подготовил несколько проектов. Первый из них предусматривал оформление в стиле итальянского ренессанса, второй — в классицистском стиле. Проекты не были реализованы из-за начавшейся Первой мировой войны. Не было исполнено и указание превратить здание в усыпальницу императорской семьи. Тем не менее, императрица Августа Виктория в соответствии с её пожеланием была похоронена 19 апреля 1921 года в Античном храме, который вплоть до 1940-х годов стал местом погребения нескольких Гогенцоллернов.

## Мавзолей

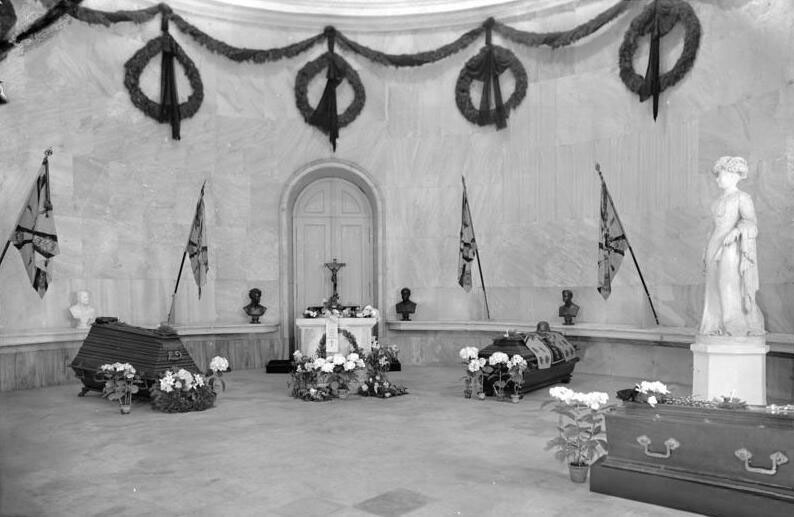
Интерьер Античного храма, предположительно 1940 год

В Античном храме погребены пять членов дома Гогенцоллернов:
- императрица Августа Виктория
- Иоахим Прусский
- Вильгельм Прусский, старший сын кронпринца Вильгельма
- Эйтель Фридрих Прусский, второй сын императора Вильгельма II
- Гермина Рейсс-Грейцская, вторая супруга кайзера Вильгельма II